# NGC 5544
NGC 5544 là một thiên hà xoắn ốc có rào chắn trong chòm sao Mục Phu. Nó đang tương tác với thiên hà xoắn ốc NGC 5545.